# 기타데 나나
기타데 나나(일본어: 北出菜奈, 1987년 5월 2일 ~ )는 일본의 가수로, "Loveless"라는 밴드의 보컬로 활동중이다.